# گلدن رینگ
گلدن رینگ (به انگلیسی: Golden Ring) (به معنی: حلقهٔ طلایی) یکی از اولین گروه‌های موسیقی پاپ فارسی است که در سال ۱۳۴۰ در تهران توسط جمشید زندی (متوفی ۱۳۹۶) راه‌اندازی شد.

## حضور آماتوری در تلویزیون
زمانی که عارف در هنرستان تدریس می‌کرد، ۴ روز هفته را بیکار بود. او تصمیم گرفت با یکی از دوستانش به نام جمشید زندی یک گروه آماتور تشکیل دهند تا در تلویزیون (تلویزیون خصوصیِ ثابت پاسال) قطعات موسیقی را اجرا کنند. آنها ۲ آهنگ اسپانیایی را انتخاب کردند که توسط جمشید زندی تنظیم شدند و عارف هم ترانه‌های آن‌ها را سُرود. این دو ترانه مادر و جلوهٔ ماه نام داشتند که در آن عارف خواننده بود و جمشید زندی هم نوازندۀ آکاردئون بود، به دلیل اینکه گروه ناقص بود آن‌ها مجبور بودند گیتاریست و درامر را کرایه کنند.
این ترانه‌ها چندین هفته از تلویزیون پخش شد ولی موفقیتی در پی نداشتند.

در نتیجه گروه منحل شد و عارف راهش را جداگانه ادامه داد.

## دعوت به همکاری
در سال ۱۳۴۳ خورشیدی، جمشید زندی یک آگهی را در روزنامه چاپ کرد تا به همراه مشتاقان موسیقی گروه گلدن رینگ را احیا نماید. در این گروه در این گروه جمشید زندی (کیبورد)، سعید دبیری (گیتار) و فریبرز فرهادی (درام) می‌نواختند و واروژ شعبانی (۱۳۲۴-۱۳۵۹) هم خوانندۀ گروه بود. پشتیبانی مالی این گروه برعهدهٔ داییِ جمشید زندی بود. این گروه با اجرای ترانهٔ ای یار بلا خیلی زود معروف شد.

## ویژگی ترانه‌ها
اوایل دهه ۴۰ خورشیدی، گروه‌های بیت (بیت بند) بسیاری در ایران شروع به فعالیت نمودند. گروه‌هایی مانند «بلک کتس» (به سرپرستی شهبال شب‌پره)، «اعجوبه‌ها» (به سرپرستی جمشید علیمراد)، «ربلز» (به سرپرستی شهرام شب‌پره)، «هارد استونز» (به سرپرستی فریبرز لاچینی) اغلب کارهای گروه‌های اروپایی را کپی می‌کردند به مرور خلاقیت‌هایی در این گروه‌ها اتفاق افتاد. تنها گروهی که از ابتدا آثار اورجینال منتشر کرد و از ترانه‌های فارسی و ریتم ایرانی استفاده نمود گروه گلدن رینگ بود.

## اعضای گروه در دوره‌های مختلف
طی ۳ دوره حیات گلدن رینگ، افراد زیر در این گروه حضور داشتند:
- جمشید زندی (سرپرست گروه، آهنگساز)
- سعید دبیری (ترانه‌سرا، نوازنده، خواننده)
- عارف عارف‌کیا (خواننده)
- واروژ شعبانی (نوازنده، خواننده)
- فریبرز فرهادی (نوازنده)
- پانی (خواننده قطعات انگلیسی): وی خواهر امیر آرام بود
- مرتضی شهدوست (ترانه‌سرا)
- مهدی پیکان (نوازنده)
- جمال نادر (نوازنده)
- ویلی (نوازنده)[۵]

## همکاری با عارف
پس از موفقیت فیلم سلطان قلب‌ها و بیشتر شدن محبوبیت عارف، جمشید زندی پیشنهاد یک کنسرت مشترک را به وی داد. پس از این کنسرت، عارف در اواخر سال ۱۳۴۷ خورشیدی به این گروه نوظهور پیوست. اما پس از مدتی از گروه جدا شد، چرا که خود را برای خواندن ترانه‌هایی به سبک راک اند رول پیر می‌دید.

## آثار
ترانه‌هایی که با صدای عارف از گلدن رینگ به بازار آمد عبارت‌اند از:
- قصهٔ غصه‌ها
- مرد غمگین
- آی دخترا
- لالایی
- پل‌های شکسته
- یک بوسه می‌خوام چند
- عروس خونه
- شاید بیاید.[۸]

برخی دیگر از آثار این گروه عبارت‌اند از:
- شاد شاد
- گفتگوی سازها
- بک فصه
- بدرود
- تولیپ
- ای یار بلا
- ماتادور
- گمگشته
- عمو زنجیرباف
- گلدن توئیست
- امواج
- آخرین آهنگ
- پسرا ناز کنید برای دخترها
- شکار در کوهستان
- راستی اون یار بلا یادتونه
- حیدرجان بارک‌اله
- دختر شایسته
- رقص خوشگله
- زندگی-عشق-جوانی
- Oh Jean
- بوشو بوشو
- شیر یا خط
- آفتاب مهتاب
- لاله‌ها
- خوشگل
- رقص مه‌رویان
- Naughty Lovers
- زن گیسوبلند
- پشیمان
- The lost
- ماتادور کام‌بَک
- Sun Full Moon
- رنگ مریم
- رنگ زیبا